# Crisula Stafida
Crisula Stafida, née Crisula Secco le 16 novembre 1981 à Rome, est une actrice italienne.

## Filmographie
- 2006 : R.I.S. - Delitti imperfetti (série télévisée) : Heater
- 2006 : Distretto di polizia (série télévisée) : Vanessa
- 2007 : Nero bifamiliare (it) : la secrétaire
- 2007 : Il peso dell'aria (it) : Nikita
- 2009 : Il soffio dell'anima (it) : l'amie de Nico
- 2011 : Il marito perfetto (court métrage) : Viola
- 2012 : Tulpa
- 2013 : Ganja Fiction : Bianca
- 2013 : Martyn (court métrage) : la fille
- 2014 : Arachnicide (téléfilm) : doctoresse Sarti
- 2014 : Angelika (court métrage) : Angelika
- 2014 : Short Skin - I dolori del giovane Edo : Pamela
- 2015 : Insane : Katia
- 2017 : I delitti del BarLume (it) : Penelope
- 2018 : The Antithesis (it) : Sophi